# Spintires
Spintires je simulacijska videoigra britanske razvijalske skupine Oovee Game Studios, ki je izšla junija 2014 v samozaložbi na platformi za digitalno distribucijo Steam in drugih, v Evropi pa tudi na fizičnih nosilcih (slednje v partnerstvu z založnikom IMGN.pro). Igralca postavi v vlogo voznika tovornega vozila, ki mora pripeljati tovor do cilja prek blatne ruske pokrajine, znana pa je predvsem po realističnem simuliranju vožnje po blatu in vodi.
Ob izidu je postala nepričakovana uspešnica in bila krajši čas med najbolje prodajanimi igrami na Steamu, kasneje pa so se razvijalci in založniki zapletli v vrsto pravnih sporov, zaradi česar ni več v prodaji.

## Igranje
Gre za simulacijo terenske vožnje s starinskimi sovjetskimi vozili, pri čemer ima igralec na voljo samo zemljevid in kompas. Njegova naloga je pripeljati tovor do cilja po blatnih kolovozih preden mu zmanjka goriva, ne da bi poškodoval vozilo ali obtičal z njim. V večigralskem načinu lahko vozi več igralcev po istem območju in si pomaga med seboj.
Igra realistično simulira fiziko vožnje po blatu in vodi po zahtevnem terenu, izmenjujeta se tudi dan in noč. Nagrajuje metodičen pristop z upoštevanjem nagiba, sestave tal in drugih dejavnikov namesto hitrosti. Pri normalni težavnosti se na tleh izrisujejo puščice proti cilju, v težjem načinu pa se lahko igralec ravna samo po zemljevidu in kompasu. Pogled je tretjeosebni, z miško ga je možno premikati okrog vozila.

## Razvoj
Osnovo za igralni pogon je v prostem času ustvaril ruski programer Pavel Zagrebelnij, sicer zaposlen pri razvijalskem podjetju Saber Interactive, za Intelov natečaj Level Up leta 2009 in se z demonstracijsko različico uvrstil med zmagovalce v dveh kategorijah. Obnašanje blata in vode je simuliral s pomočjo prilagojene različice fizikalnega pogona Havok.
Predstavitev je pritegnila pozornost majhnega razvijalskega podjetja Oovee Game Studios, ki je z Zagrebelnijem podpisalo pogodbo o razvoju polne igre. Z novimi demonstracijskimi različicami so pridobili dokaj široko bazo zainteresiranih igralcev in leta 2013 izvedli uspešno kampanjo na platformi za množično financiranje Kickstarter, kar je omogočilo izid. Zagrebelnij je takrat pustil službo pri Saber Interactive in se povsem posvetil Spintires.

## Odziv in kasnejše dogajanje
Ob izidu je postala igra Spintires takojšnja uspešnica in je po izjavah izdajatelja dosegla prodajo 100.000 izvodov v manj kot treh tednih. Tudi recenzenti so pohvalili vzdušje in grafiko, nekaj kritik pa sta bila deležna uporabniški vmesnik in pomanjkanje raznolikosti.
Nekaj mesecev po izidu so se pričeli spori. Zagrebelnij se je pritožil, da mu lastniki Oovee Game Studios niso izplačevali dogovorjenega deleža od prodaje. Kmalu po tistem sta se razvoj in vzdrževanje ustavila (skoraj vse delo je bilo na Zagrebelniju, saj Oovee ni imel kapacitete in razvijalcev) in spor se je zaostril z medsebojnim obtoževanjem, saj so hrošči do takrat povsem preprečili poganjanje igre. Leta 2015 se je vpletlo še podjetje Saber Interactive, ki je trdilo, da si lasti Zagrebelnijevo delo. Spor so leta 2016 začasno končali z dogovorom, po katerem je Zagrebelnij za Saber Interactive, ki ga je ponovno vzel v službo, razvil izboljšano različico Spintires: MudRunner po licenci Oovee Game Studios. Tudi ta je doživela prodajni uspeh, kar je spet sprožilo večstranske spore okrog pravic in licenčnin, tokrat vključujoč tudi založnika IMGN.pro. Steam je večkrat umaknil Spintires iz prodaje, bodisi zaradi nerazrešenih hroščev, bodisi zaradi sodnih odredb. Igra ostaja nedostopna, še v prodaji pa je MudRunner (besedo »Spintires« so zaradi spora umaknili iz naslova) in leta 2020 izdano nadaljevanje, SnowRunner.